# O-Team
O-Team ist ein Theater/Performance-Kollektiv mit Arbeitsmittelpunkt am Kunstverein Wagenhalle in Stuttgart. Es arbeitet in interdisziplinären Konstellationen mit darstellenden und bildenden Künstlern, Musikern, Grafikern und Architekten. Die Form der Projekte entwickelt sich themenspezifisch und bewegt sich zwischen den Bereichen Performance, Figurentheater, Aktionen im Stadtraum oder immersiven Formaten. Unter dem Namen „O-Team“ trat die Gruppe erstmals 2009 im Rahmen des Projekts „Blaupause“ in Erscheinung. In den ehemaligen Redaktionsräumlichkeiten der Süddeutschen Zeitung gründete die Gruppe eine fiktive Start-Up-Agentur, die sich als Synonym für den alten Namen der Gruppe „Team Odradek“ in „O-Team“ umtaufte.
„Team Odradek“ soll zum einen den Anspruch auf eine gruppenorientierte flache Hierarchie innerhalb des Kollektivs anzeigen („Team“). Zum anderen verweist der Begriff „Odradek“ auf ein mystisches Fabelwesen, das Franz Kafka in seiner Kurzgeschichte „Die Sorge des Hausvaters“ beschreibt. „Odradek“ ist demnach ein sich seiner Umgebung anpassendes, in einem ständigen Bewegungsprozess begriffenes, kaum fassbares hybrides Wesen.

## Inszenierungen (Auswahl)
- Wetware – zur Technologie der Seele // Koproduktion von O-Team mit Hoch X, München und dem Theater der Stadt Aalen // 2020
- Hard Drive – Theatraler Crashtest in einem Unfallauto // Koproduktion von O-Team mit Hoch X, München und dem Theater der Stadt Aalen // 2019
- Dunkle Materie – Notizen zur Blindheit // Theater Rampe, Stuttgart, 2018
- Transit – Audiowalk in vergangene Zukünfte // Kunstverein Wagenhalle, Stuttgart, 2018
- :-Oz – 3D-Plastik-Biohypermedia-Theater // Theater Rampe, Stuttgart. 2017
- Singularity – Mensch – Sex – Roboter // FITZ! Stuttgart, 2017
- The Last Suppe // Koproduktion von O-Team mit dem Theater Konstanz, 2017
- Raumpatrouille 433 – Space Opera von und mit John Cage // Theater Rampe, Stuttgart, 2016
- Pathos Paradies CAMP // Koproduktion von O-Team und Pathos München // Schwere Reiter, München, 2015
- Im Rausch der Stille (UA) – nach Albert Sánchez Piñol // Koproduktion von O-Team mit dem Staatstheater Darmstadt, 2015
- Café Stefanie / Corporate Bohème // Koproduktion von O-Team und Pathos München, 2015
- Die Verschollenen / Os Desaparecidos nach Franz Kafkas "Der Verschollene" // Koproduktion von O-Team mit Pathos München und Companhia de Teatro de Braga, 2014
- Lichtung – Geräuschtheater von und mit Martin Heidegger // FITZ! Stuttgart, 2014
- Magical Mystery Tour // Koproduktion von O-Team und Pathos München, 2013
- Kashmir von Prem Kavi // Koproduktion von O-Team mit dem Kunstverein Wagenhalle e.V., 2013
- Berlin-Beijing von Ole Aselmann und O-Team, Wilhelmspalais, Stuttgart, 2013
- Ich bedanke mich für alles von Prem Kavi // Koproduktion von O-Team mit dem Theaterhaus Jena und dem Theater Rampe, 2012
- Ich will! Ich will! Ich will! nach Saul Bellows Der Regenkönig // Schick-Areal, Stuttgart, 2012
- Bienen von Alexej Schipenko, Koproduktion von O-Team, Theater Rampe und dem Theaterhaus Jena, 2011
- Betaville nach Philipp K. Dicks Bladerunner, Koproduktion von O-Team und dem Theaterhaus Jena, 2011
- Der Krieger erwacht nach Frank Herberts "Dune" (der Wüstenplanet) // Theater Rampe, Stuttgart, 2010
- Kirschgärten nach Anton Pawlowitsch Tschechow, Koproduktion von O-Team mit dem Staatstheater Darmstadt, 2009
- Blaupause, Koproduktion von O-Team mit der Bayer. Theaterakademie, München, 2009

## Mitglieder
Ständige Mitglieder sind: Antonia Beermann, Folkert Dücker, Samuel Hof, Nina Malotta, Markus Niessner, Pedro W. Pinto.